# Котельницький Григорій Володимирович

Пам'ятний знак на честь вояків УПА у Підгірцях (Львівщина), включно з іменем Григорія Котельницького

Котельницький Григорій Володимирович (псевдо: «Шугай», «Петренко») (нар. 8 вересня 1907; Підгірці, Золочівський повіт, Австро-Угорщина — пом. 26 січня 1946; біля с. Кривня та Дусанів, Львівська область, УРСР) — український військовий діяч, вістун, хорунжий (1.10.1944), поручник (15.04.1945), сотник (22.01.1946), курінний УПА, командир куреня «Дружинники», командир Тактичних відтинків ТВ-11 «Пліснисько» і ТВ-15 «Яструб» 2-ї Військової округи «Буг».
Лицар «Срібного Хреста Бойової Заслуги 1-го класу».

## Життєпис
Григорій Котельницький народився у с. Підгірці Бродівського району Львівської області (раніше Золочівський повіт).
Навчався у сільській школі.

### Діяльність у періодДругої Речі Посполитої
Брав участь у роботі читальні «Просвіта», неодноразово обирався її головою. Був ініціатором створення драматичного гуртка, організував духовий оркестр, сам грав на кларнеті, співав у церковному хорі.

### Діяльність в ОУН
На початку 1930-х років у Підгірцях створено клітину ОУН, яку очолив Григорій.
Служив у польській армії, дослужився до звання капрала, пізніше старшого сержанта. У 1943 р. Григорій Котельницький був призначений повітовим організаційно-мобілізаційним референтом ОУН, перебував на цій посаді до 1944 року.
«Шугай» організував у Золочівській окрузі підстаршинську школу, яка дислокувалася у присілку с. Нестюки біля Поморян. Підстаршинська школа мала забезпечувати військовими кадрами Українську Національну Самооборону (УНС), яку було організовано на Львівщині в 1943 р. Перший відділ УНС «Шугай» сформував на Брідщині (Золочівська Округа ОУН) в селі Черниця, командиром якої був призначений підстаршина «Лапайдух».
На початку 1944 на базі відділів УНС утворилася оперативна група УПА-Захід і «Шугая» призначили курінним командиром. Восени 1944 «Шугай» став командиром Тактичного Відтинку «Пліснисько», який охоплював Золочівський, Перемишлянський і Бродівський надрайони (повіти). До нього входили курені: «Шугая» і «Карого». До куреня «Шугая» входили сотні: «Свободи», «Оверка» і «Малинового». Одночасно «Шугай» займав посаду організаційно-мобілізаційного військового референта Золочівської округи ОУН, залишаючись при тому ще й курінним командиром УПА.
У березні 1944 року в селі Боратин чота "Гуцулка" із куреня Котельницького внаслідок бойової сутички ліквідувала  групу диверсанта Миколи Кузнєцова.

### Бойові нагороди
28 квітня 1945 р. наказом ч. 12 командира УПА-Захід «Шелеста» (Сидор Василь) за бойові заслуги «Шугай» був нагороджений «Срібним Хрестом Бойової Заслуги 1-го класу».

### Загибель командира
Влітку 1945 р. «Шугай» перейшов на Тернопільщину.
26 січня 1946 р. в лісі біля сіл Кривня і Дусанова більшовики оточили криївку, в якій перебував «Шугай» і ще шість повстанців. Після одноденного бою четверо повстанців здалися, одного застрелили, двоє (в тому числі «Шугай») застрелилися, але перед цим Котельницький встиг знищити документи. Похований у спільній могилі разом зі священиком «Жайворонком» на Дусанівському кладовищі.
Нині криївку, в якій загинув «Шугай», відновлено і встановлено меморіальну таблицю із написом: «26 січня 1946 року тут полягли героїчною смертю в нерівному бою з більшовицькими окупантами вірні сини України курінний «Шугай», священник «Жайворонок» і вістун «Чорнота». Вічна слава і пам'ять героям!»

## Спогади
Роман Загоруйко («Лапайдух») писав у своїй книзі «Повернення зі справжнього пекла»:
|  | ...Я залишив штаб, яким командував тепер курінний «Шугай» і повернувся до своєї сотні. Мені приємно було бачити свого сусіда в ранзі командувача такого великого відділу УПА. Я був гордий за своє село Підгірці, що виховало і дало національно-визвольній боротьбі таких людей, як Григорій Котельницький – «Шугай»... |